# Frank Ocean
Pour les articles homonymes, voir Océan (homonymie).
Christopher Francis Ocean, né Christopher Edwin Breaux le 28 octobre 1987 à Long Beach (Californie), plus connu sous son nom de scène Frank Ocean, est un auteur-compositeur-interprète américain.
Il commence sa carrière en écrivant des titres pour des artistes comme Brandy ou John Legend. En 2010, il rejoint le collectif hip-hop californien Odd Future et sort en février 2011 sa mixtape Nostalgia, Ultra. Son premier album studio, Channel Orange, est sorti en juillet 2012 et se rapprochait des styles R&B et soul. À la suite de cela, Channel Orange a éte nommé aux Grammy awards 2013 pour l'album de l'année et a remporté le prix du meilleur album contemporain urbain. Il a également été nommé par Time comme l'une des personnes les plus influentes au monde en 2013.
Le style de Frank Ocean se caractérise par des structures musicales complexes, des mélodies peu conventionnelles et un style d'écriture novateur autour de thèmes classiques comme l'amour, le désir ou encore la spiritualité.

## Biographie

### Jeunesse
Frank Ocean quitte sa ville natale Long Beach pour La Nouvelle-Orléans vers l'âge de cinq ans,.
Il grandit autour de la musique jazz et écoute les CD de sa mère dans l'autoradio, tels que les albums de Céline Dion, Anita Baker ou la bande sonore de The Phantom of the Opera.  Adolescent, il trouve des petits boulots afin de gagner de l'argent pour louer des studios de musique. Il se rappelle : « Oh mec, j'avais beaucoup de petits jobs [...] du genre laver des voitures, tondre la pelouse et promener des chiens ». Il s'inscrit à l'Université de La Nouvelle-Orléans et au foyer étudiant en 2005, mais peu de temps après son inscription, l'ouragan Katrina frappe tragiquement La Nouvelle-Orléans et il est transféré à l'Université de Louisiane à Lafayette.

### Carrière

#### Débuts à Los Angeles et mixtape (2005-2011)
En 2005, Katrina frappe la ville et le studio de Frank Ocean se retrouve submergé, détruisant ses enregistrements. Pour continuer à enregistrer, il part à Los Angeles avec l'intention d'y passer seulement six semaines. Mais il décide finalement d'y rester afin de développer sa carrière musicale. Après avoir obtenu un contrat d'écriture, Frank Ocean commence sa carrière en écrivant des titres pour des artistes comme Brandy, John Legend ou encore Beyoncé.
Début 2010, il intègre le collectif Odd Future avec notamment Hodgy Beats et Tyler, The Creator, qu'il rencontre fin 2009, période à laquelle il fait la connaissance du producteur Tricky Stewart qui lui permet de signer sur le label Def Jam.
Le 18 février 2011, Frank Ocean sort sa mixtape Nostalgia, Ultra via son blog, recevant un accueil favorable parmi les critiques. La mixtape se concentre sur différents thèmes comme les relations interpersonnelles et la réflexion personnelle.
En avril 2011, Frank Ocean déclare que sa relation avec Def Jam est renforcée depuis la sortie de la mixtape. La mixtape fait connaître Frank Ocean plus largement et le conduit à des collaborations avec les rappeurs Jay-Z et Kanye West. Frank Ocean apparaît dans le clip de Tyler, The Creator pour le single She, extrait du deuxième album studio de Tyler Goblin (2011). Sa première performance scénique se fait en collaboration avec Odd Future au Coachella Valley Music and Arts Festival de 2011. Par la suite, il se joint au groupe pour leur première tournée à travers la côte est des États-Unis.
Le 19 mai 2011, le label de Frank Ocean, Def Jam, annonce son intention de rééditer Nostalgia, Ultra comme un EP. Le single Novacane sort sur iTunes en mai 2011, mais la sortie de l'EP, qui devait intervenir le mois suivant est retardée. L'EP sort finalement en juillet 2011.
En juin 2011, Frank Ocean révèle qu'il travaillera sur l'album commun des rappeurs Jay-Z et Kanye West, Watch the Throne. Il co-écrit et apparaît sur deux titres de l'album.

#### Channel Orange (2012-2014)
En avril 2012, il sort son nouveau single, Thinkin Bout You, initialement écrit pour Bridget Kelly, dont plusieurs versions avaient fuité sur internet durant les mois précédant sa sortie.
Durant l'été 2012, Frank Ocean sort son premier album studio Channel Orange, qui reçoit un excellent accueil critique et commercial. L'album apparaît en tête de la plupart des tops des meilleurs albums de l'année 2012 de divers critiques et est sacré meilleur album de l'année par le HMV's Poll of Polls. Il est nommé lors des Grammy Awards 2013 dans six catégories dont « album de l'année » et « enregistrement de l'année » pour Thinkin Bout You. L'album est acclamé par de nombreux critiques pour son style novateur et son approche originale, et est considéré comme la première sortie commerciale de Frank Ocean sur un label d'enregistrement traditionnel. Channel Orange contient des musiques non conventionnelles, remarquées par leur manière de raconter une histoire, leur commentaire social et le mélange des genres dont elles font preuve (hip-hop, soul et R&B). Celles traitant le thème de l'amour non partagé attirèrent particulièrement l'attention, en partie en raison de l'annonce de Frank Ocean sur sa bisexualité, décrivant sur son blog, quelques jours avant la sortie de l'album, comment il est tombé amoureux d'un garçon pour la première fois quand il avait 19 ans et l'importance que cette personne a eu sur le reste de sa vie. Cette annonce fut largement remarquée et quelques critiques comparèrent son impact culturel à l'annonce de David Bowie en 1972. Son geste pourrait faire évoluer la mentalité du milieu vers davantage de tolérance. La promotion de l'album s'accompagna d'une tournée, 2012 Summer Tour, où il apparaît dans les festivals Coachella et Lollapalooza.

#### Endless et Blonde (2015-2016)
En février 2013, Frank Ocean confirme qu'il a commencé à travailler sur son deuxième album studio, dont il précise que ce serait un autre album concept. Il révèle avoir travaillé avec Tyler, The Creator, Pharrell Williams et Danger Mouse. L'album est notamment inspiré par les Beach Boys et les Beatles. Il reprend également les paroles de l'artiste Elliot Smith dans sa chanson « A Fond Farewell » pour les incorporer dans la chanson de Frank Ocean « Seigfried ». Il déclare par la suite qu'il serait intéressé de collaborer avec Tame Impala et King Krule et qu'il allait enregistrer une partie de l'album à Bora-Bora,.
Le 10 mars 2014, la chanson Hero est mise à disposition en téléchargement gratuit sur SoundCloud. La chanson est une collaboration avec Mick Jones, Paul Simonon et Diplo.
En avril 2014, Frank Ocean annonce que son deuxième album est presque terminé. En juin, il collabore avec Damien Jones.[réf. nécessaire] Le magazine Billboard rapporte que le chanteur a travaillé avec de nombreux artistes tels que Happy Perez (avec qui il a collaboré sur Nostalgia, Ultra ), Charlie Gambetta et Kevin Ristro, tandis que les producteurs Hit-Boy, Rodney Jerkins et Danger Mouse ont également dit être à bord,.
Le 29 novembre 2014, Frank Ocean a publie un extrait d'une nouvelle chanson de son prochain album appelée Memrise sur son Tumblr, The Guardian décrit la chanson comme « .. une chanson qui affirme que, malgré le changement de maison de disque et de direction, il a maintenu à la fois son expérimentation et son sens de la mélancolie dans les années qui ont suivi... ».
Le 6 avril 2015, Frank Ocean a annoncé que le successeur de Channel Orange serait publié en juillet sans plus de précisions. L'album, encore sans titre, devrait être accompagné d'un magazine nommé Boys Don't Cry,,. L'album, intitulé Blonde, est sorti le 20 août 2016 malgré les hypothèses annonçant l'album en juillet 2015 (évoqué via un hashtag sur le site de l'artiste), les artistes Christophe Chassol et SebastiAn ont collaboré dessus.

### Vie privée
Frank Ocean a annoncé publiquement sa bisexualité,,, écrivant sur son blog Tumblr quelques jours avant la sortie de l'album Channel Orange, comment il est tombé amoureux d'un garçon pour la première fois quand il avait 19 ans, et l'importance que cette personne a eu sur le reste de sa vie.
Cette annonce fut largement remarquée et quelques critiques comparèrent son impact culturel à une annonce similaire de David Bowie en 1972. Sa révélation pourrait faire évoluer la mentalité du milieu - pas particulièrement reconnu pour son soutien aux personnes LGBT - vers davantage de tolérance.
De nombreuses célébrités apportent leur soutien à Frank Ocean après son annonce, dont le couple Beyoncé et Jay-Z. Les membres de l'industrie du hip-hop ont généralement répondu positivement à son annonce.
Russell Simmons, un magnat des affaires dans l'industrie du hip-hop, a écrit un article de félicitations au Mondial Grind disant « Aujourd'hui est un grand jour pour le hip-hop. C'est un jour qui définira qui nous sommes vraiment. À quel point serons-nous compatissants ? À quel point serons-nous aimants ? Sommes-nous compréhensifs ? [...] Votre décision de rendre public votre orientation sexuelle donne de l'espoir pour tant de jeunes qui vivent encore dans la peur ». Tyler, The Creator a également tweeté son soutien pour le chanteur, avec d'autres membres de OFWGKTA.
Le 14 mars 2014, il a changé son nom en Christopher Francis Ocean à travers un site juridique. Le changement aurait été en partie inspiré par le film Ocean 11 de 1960. En novembre 2014, TMZ révèle que le changement de nom n'a pas été légalisé.
Le 23 avril 2015, son nom de naissance est changé avec succès en Frank Ocean.
Le 2 août 2020, il perd son frère Ryan Breaux à l'âge de 18 ans dans un accident de voiture.

## Talent artistique
Sa musique a été qualifiée de « caractéristique » par certains compositeurs,. Il joue généralement du synthétiseur avec des sections de rythmes doux dans ses productions. Ses compositions sont souvent midtempo, avec des mélodies non conventionnelles et ont parfois une structure expérimentale. Dans son écriture, Jon Pareles du New York Times observe des « échos ouverts d'auteurs-compositeurs de R&B innovants et auto-guidés[Quoi ?] comme Prince, Stevie Wonder, Marvin Gaye, Maxwell, Erykah Badu et en particulier R. Kelly et sa façon d'écrire des mélodies qui planent entre la parole et le chant, asymétrique et syncopé ». Channel Orange l'a présenté comme un compositeur majeur « quand il est le seul compositeur, Océan résiste à faire un spectacle de lui-même, résiste aux hooks idiots, au tempo malin, à la voix de fausset transcendant elle-même », rapporte le journaliste musical Robert Christgau.
Ses paroles abordent les thèmes de l'amour, du désir, de la crainte et de la nostalgie. Son premier single Novacane juxtapose l'insensibilité et la facticité d'une relation sexuelle avec celle de la radio grand public, tandis que Voodoo fusionne les thèmes de la spiritualité et la sexualité, et est une position excentrique sur un sujet si commun dans le R&B. Cette dernière chanson est sortie sur le compte Tumblr de Frank Ocean et contient des références au spirtual traditionnel He's Got the Whole World in His Hands et à l'anatomie féminine dans son refrain. Certaines chansons sur Channel Orange font allusion à son expérience avec l'amour non partagé.
Frank Ocean se décrit comme « un baryton, avec des moments de ténor ». Jody Rosen de Rolling Stone le qualifie de « chanteur de la torche » (en référence au terme anglais de « torch song (en) ») en raison de « son idée de la tragédie romantique, déployant dans les ballades lentes-torrides ». Frank Ocean est la plupart du temps discret lors de ses représentations sur scène,,.

## Polémiques

### Sample de Hotel California
Frank Ocean a samplé la musique de la chanson Hotel California des Eagles sur son titre American Wedding de l'EP Nostalgia, Ultra. Interrogé à ce sujet, il a déclaré que le membre des Eagles « Don Henley est apparemment intimidé par mon interprétation de Hotel California. Il a menacé de poursuivre en justice si je le joue à nouveau ». En réponse aux commentaires de Frank Ocean, le représentant légal des Eagles a publié une déclaration : « Frank Ocean n'a pas simplement « samplé » une partie d'Hôtel California, il a pris toute la piste maître, plus la mélodie existante de la chanson, et a remplacé les paroles avec les siennes. Ce n'est pas créatif, et encore moins intimidant. C'est illégal. Pour la petite histoire, Don Henley n'a pas menacé ou intenté des actions en justice contre Frank Ocean, bien que les Eagles envisagent maintenant de savoir s'ils le devraient »,.

### Coachella Festival
Après six ans d'absence, Frank Ocean fait son retour sur scène en tant que tête d’affiche du Coachella Valley Music & Arts Festival édition 2023 le dimanche 16 avril, pour une performance très controversée qui a beaucoup déçu les fans. L’artiste américain natif de Long Beach aujourd'hui considéré comme une figure pionnière de la représentation de la masculinité queer noire dans la musique populaire contemporaine, crée avec ses chansons un “espace musical vulnérable renversant les stéréotypes hypermasculins, hypersexuels et hyper violents des hommes noirs du hip hop qui définissent la vulnérabilité émotionnelle comme une faiblesse” . La déception des fans a commencé par l’annonce de Youtube sur Twitter que contrairement à tous les autres concerts du festival, la performance de Frank ne serait pas diffusée en direct sur la chaîne YouTube officielle de Coachella. Une décision prise par l’artiste qui a frustré beaucoup de fans qui n’ont pas pu assister au festival. Le changement de dernière minute de la scénographie a suscité une polémique chez les fans de l’artiste et plus généralement, toute l’audience présente au festival. L'artiste aurait changé d'avis à la dernière minute sur le décor, et aurait annulé la patinoire artificielle qui devait faire office de scène. Finalement, c'est une scène retransformée sous la forme d'une arche rectangulaire d'écran géants et d'une petite ouverture où a joué l'artiste et des figurants qui marchaient devant lui. Le  tableau final a empêché la majorité des fans de voir le chanteur, invisible voire même fantôme pour ceux qui ne sont pas partis avant la fin. Le public s’attendait à un retour avec des morceaux inédits et une annonce informelle d’un nouvel album. Frank Ocean n’a chanté que quelques-uns de ces classiques remixés par des DJ et a même joué plusieurs chansons en arrière-plan sans les interpréter. La performance de l’artiste a soulevé une controverse importante chez les fans sur les réseaux sociaux, et l’artiste a finalement annulé sa participation au deuxième week-end du festival.

## Affaires judiciaires

### Possession de Marijuana
Le 31 décembre 2012, Frank Ocean est arrêté dans le comté de Mono, en Californie, pour excès de vitesse. Au cours de l'enquête, les policiers trouvent quelques grammes de marijuana.

### Altercation avec Chris Brown
En janvier 2013, il a une altercation avec le chanteur Chris Brown sur un espace de stationnement, en dehors d'un studio d'enregistrement à West Hollywood. Les officiers de police de Los Angeles déclarent que Chris Brown est sous enquête policière et décrivent l'incident comme une « bagarre », Chris Brown ayant frappé Frank Ocean. Frank Ocean annonce qu'il ne souhaite pas poursuivre Chris Brown, même si celui-ci a menacé de lui tirer dessus et que l'un de ses proches a proféré des insultes homophobes à son encontre. Frank Ocean a par la suite critiqué Chris Brown dans la chanson Sunday, figurant sur l'album Doris de Earl Sweatshirt. Cependant, Sean Kingston, qui était présent et faisait partie des témoins de la scène, affirme que Ocean et son cousin furent les instigateurs de l'affrontement. Brown poursuit Frank Ocean ainsi que son cousin en justice. L'affaire est réglée à l'amiable,.

## Discographie

### Albums studio
- 2012 : Channel Orange
- 2016 : Blonde

### Albums visuels
- 2016 : Endless

### Mixtapes
- 2011 : Nostalgia, Ultra

## Prix et récompenses
Frank Ocean et sa musique ont reçu une reconnaissance internationale avec de nombreuses nominations pour les prix et les victoires. En février 2017, il a remporté deux Grammy Awards, un Soul Train Music Award et un UK Music Award. En outre, il a gagné les éloges des magazines GQ, NME, Vibe, ainsi que la BBC et de MTVU.